# Ranunculus acriformis
Ranunculus acriformis es una especie de planta herbácea de la familia de las ranunculáceas.

## Descripción
Es una planta herbácea perenne que tallos erectos,  hirsutos o estrigosos. Las raíces  nunca tuberosas, a veces gruesas y carnosas ± proximal. Hojas basales de hojas anchamente ovadas a cordadas o reniformes, profundamente dividida en tres ocasiones o lineal con tres foliolos, de 2.2-6 × 02.05 a 07.07  cm, con divisiones  profundamente separadas, los segmentos finales lineales, los márgenes enteros (de vez en cuando un lóbulo reducido a diente grande), ápice agudo o redondeado agudo. Flores en receptáculo glabro; con sépalos recurvados y 5  pétalos amarillos, 13.7 × 10.4 mm. Las frutas en forma de aquenios globosos o hemisféricos.

## Taxonomía
Ranunculus acriformis fue descrita por Asa Gray y publicado en Proceedings of the American Academy of Arts and Sciences 21(2): 374. 1886.
Etimología
Ver: Ranunculus
acriformis: epíteto